# شيكو (رسام)
شيكو هو رسام مصري، ولد في 1985.